# Edward Law (5e baron Ellenborough)
Pour les articles homonymes, voir Edward Law.
Edward Downes Law, 5e baron Ellenborough (9 mai 1841 - 9 décembre 1915), est un officier de la Royal Navy britannique et membre de la Chambre des lords.

## Carrière navale
Law fait ses études à Charterhouse et entre dans la Royal Navy en 1854 à l'âge de 13 ans seulement.
Law est un cadet de la marine avec le HMS Colossus, servant dans la Baltique pendant la guerre de Crimée en 1855 et reçoit la médaille de la Baltique. Il devient sous-lieutenant en 1860 et lieutenant en 1861, et en 1867 il passe comme interprète en français. Pendant la guerre de Sécession, il sert à la station Amérique du Nord et Antilles. Il est transféré sur la frégate HMS Highflyer, et est avec elle en Chine pendant la Seconde guerre de l'opium (1859-1861) et reçoit la Médaille de la deuxième guerre de Chine . En 1873, il est lieutenant commandant le HMS Coquette, et sert pendant la troisième guerre anglo-ashanti et reçoit la médaille Ashanti. Il prend sa retraite en tant que commandant plus tard en 1873 .

## Fin de carrière
Law est le fils aîné d'Henry Spencer Law et accède à la pairie à la mort de son cousin, Charles Towry-Law (4e baron Ellenborough), en juin 1902. Il prend son siège à la Chambre des lords le 29 juillet 1902.

## Famille
Lord Ellenborough épouse en 1906 Hermione Octavia Croghan Schenley, fille d'EWH Schenley, de Pittsburgh, et pupille d'Andrew Carnegie et ils vivent à Windlesham Court dans le Surrey. Il meurt en 1915 et est remplacé par son frère Cecil Law (6e baron Ellenborough).

## Distinctions
- Médaille de la Baltique